# 朱靖 (學者)
朱靖（1929年—1994年），男，浙江杭州人，中国生态学家，曾任中国科学院动物研究所研究员、博士生导师。